# Kelvin Kampamba
Kelvin Kampamba (ur. 24 listopada 1995 w Kitwe) – zambijski piłkarz grający na pozycji ofensywnego pomocnika. Od 2024 jest zawodnikiem klubu Al-Nasr Bengazi.

## Kariera klubowa
Swoją karierę piłkarską Kampamba rozpoczął w klubie Nkana FC. W sezonie 2013 zadebiutował w jego barwach w pierwszej lidze zambijskiej. W debiutanckim sezonie wywalczył z nim mistrzostwo Zambii. W latach 2015–2017 grał w Power Dynamos FC. W 2018 roku wrócił do Nkana FC. W sezonie 2018 został z nim wicemistrzem kraju oraz zdobył Puchar Zambii, a w sezonie 2019/2020 wywalczył mistrzostwo. W latach 2020–2023 był zawodnikiem ZESCO United. W sezonie 2020/2021 został mistrzem, a w sezonie 2021/2022 wicemistrzem Zambii. W styczniu 2024 przeszedł do libijskiego Al-Nasr Bengazi.

## Kariera reprezentacyjna
W reprezentacji Zambii Kampamba zadebiutował 3 sierpnia 2013 w wygranym 2:0 meczu Mistrzostw Narodów Afryki 2014 z Botswaną, rozegranym w Ndoli. W 2024 roku powołano go do kadry na Puchar Narodów Afryki 2023. Nie rozegrał w nim żadnego meczu.